# Pearl Carr & Teddy Johnson

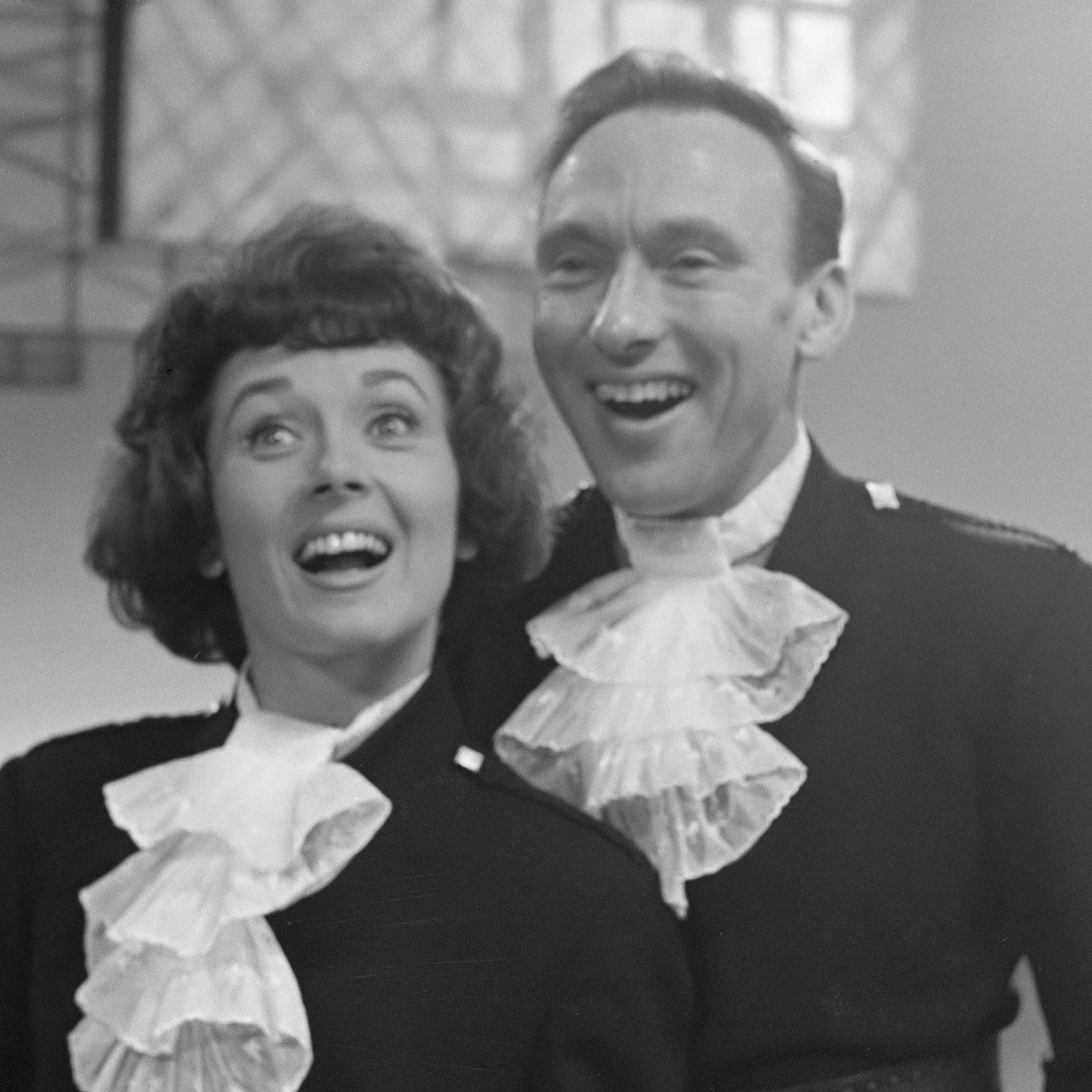
Pearl Carr & Teddy Johnson (1962)

Pearl Carr (nome verdadeiro:  Pearl Lavinia Carr, Exmouth, Devon, 2 de novembro de 1921 - 16 de fevereiro de 2020) e Teddy Johnson (nome verdadeiro Edward Victor Johnson,  Surbiton, Londres, 4 de setembro de 1919 - 6 de junho de 2018) foi um popular casal de animadores durante a década de 1950- princípios da década de 1960.

## Inícios
Ambos tinham tido êxito como cantores solo, antes do seu casamento em 1955. Pearl Carr havia sido vocalista na banda The Keynotes , que teve dois britânicos hits em 1956 com Dave King : " Memories Are Made of This (# 5) e "You Can Be True To Two" (#11). Ela também foi uma populara cantora de rádio e comediante num programa de rádio.
Teddy Johnson fez parte de uma banda quando era adolescente , era um profissional baterista e gravaram um disco para a Columbia Records em 1950. Ele também era um DJ na Rádio Luxemburgo , e tinha aparecido num programa de televisão para crianças chamado "Crackerjack" .

## Conjunto de sucesso
Juntos eles tiveram algum sucesso da música, bem como na qualidade honras.
Carr e Johnson foram frequentes em programas televisivos  de entretenimento ingleses, como "O Show Winifred Atwell" , bem como o "Big Night Out" e "Blackpool Night Out" . Eles representavam o Reino Unido no Festival Eurovisão da Canção 1959 e terminou em segundo lugar  com a música " Sing, Little Birdie ". Este alcançou a posição # 12 no UK Singles Chart. Eles  tentaram representar o Reino Unido novamente em 1960, cantando duas músicas para a pré-selecção, "Pickin 'Petals" e "When The Tide Turns", este último chegando à final. Foi contra o próprio Teddy irmão , Bryan Johnson. No final, ganhou  Bryan que representou o Reino Unido no Festival Eurovisão da Canção 1960. Ele também ficou em segundo lugar, com a canção "Looking High, High, High". Carr e Johnson lançaram  outro single do ano seguinte, intitulado "How Wonderful To Know", que alcançou o nº23 no Reino Unido.
Em 1986, os dois surgiram num show a eles dedicado "e This Is Your Life".
Depois do sucesso deste terminar, eles apareceram no musical "Follies" de Stephen Sondheim no teatro de West End.

## Morte
Teddy morreu em 6 de junho de 2018, aos 98 anos, e Pearl no dia 16 de fevereiro de 2020, também aos 98 anos.